# Jelenowskoje
Jelenowskoje (russisch Еленовское) ist ein Dorf (selo) in Südrussland. Es gehört zur Republik Adygeja und hat 2709 Einwohner (Stand 2019). Im Ort gibt es 48 Straßen.

## Geographie
Das Dorf liegt 12 km südöstlich des Dorfes Krasnogwardeiskoje. Saratowski ist der nächstgelegene ländliche Ort.